# 高橋成明
高橋 成明（たかはし しげあき、1978年11月25日 - ）は、日本の北海道妹背牛町出身のプロスノーボーダー。

## 人物紹介
高橋成明は、アマチュア時代にNO MATTER BOARDのワンメイクの大会で優勝し、見事デビューを果す。高橋成明は周りのライダーたちから「シゲ」というニックネームで呼ばれている。TOYOTA BIG AIRでもおなじみの選手。
近年は膝の故障で表舞台からは遠ざかっていたが、2007年2月に手術。以降はリハビリ中心の生活を送る。2008年冬季からは本格的に活動を再開している。
また、夏は実家の稲作に従事しつつも冬はプロスノーボーダーとして活躍するという、日本のプロスノーボード界でも変り種の選手である。

## 賞歴
TBAは、「スノーボード国際大会 TOYOTA BIG AIR」の略称
- 2005年 TBA 8位入賞
- 2006年 TBA 8位入賞